# Taylor Drysdale
Taylor Drysdale (* 14. Januar 1914 in Indianapolis; † 9. Februar 1997 in Orlando) war ein US-amerikanischer Schwimmer.

## Karriere
Drysdale begann seine Schwimmerkarriere bei Universitätsmeisterschaften. Bei Meisterschaften der National Collegiate Athletic Association gewann er 1932, 1934 und 1935 die Wettbewerbe über 150 yds Rücken, sowie 1932 und 1935 mit der Staffel über 300 yds Lagen und 1935 mit der Staffel über 400 yds Freistil. Im Jahr 1936 nahm der US-Amerikaner an den Olympischen Spielen in Berlin teil. Im Wettbewerb über 100 m Rücken erreichte er den vierten Rang. Nach den Spielen gewann er 1936 und 1939 mit Lagenstaffeln des Detroit AC bei Meisterschaften der Amateur Athletic Union.
Nach dem Ende seiner Karriere studierte Drysdale an der University of Michigan Kernphysik und Mathematik und schloss dieses Studium mit einem Master ab. Im Anschluss trat er in die Streitkräfte der Vereinigten Staaten ein. Dort arbeitete er am Manhattan-Projekt und stieg bei der US Air Force bis zum Colonel auf. 1956 war er Manager des US-amerikanischen Schwimmteams bei den Olympischen Spielen. 1994 wurde er in die International Swimming Hall of Fame aufgenommen.